# May Death Never Stop You
May Death Never Stop You (ou May Death Never Stop You: The Greatest Hits 2001–2013) é a primeira coletânia musical de maiores êxitos da banda americana de rock My Chemical Romance, abrangendo toda a carreira até aquele momento. É o único álbum a contar com o tecladista James Dewees como membro oficial, tocando no single principal do, "Fake Your Death".

## Antecedentes
Em 22 de março de 2013, o My Chemical Romance anunciou sua separação em seu site oficial, emitindo esta declaração:
"Estar nesta banda nos últimos 12 anos foi uma verdadeira bênção. Conseguimos ir a lugares que nunca imaginávamos. Fomos capazes de ver e experimentar coisas que nunca imaginamos ser possíveis. Compartilhamos o palco com pessoas que admiramos, pessoas que olhamos para cima, e, o melhor de tudo, nossos amigos. E agora, como todas as grandes coisas, chegou a hora de terminar. Obrigado por todo o seu apoio e por fazer parte da aventura."
Dois dias após o anúncio no site, Gerard Way postou um tweet em sua conta no Twitter, onde confirmou o término do grupo, mas negou que desentendimentos entre os membros da banda fossem a razão para a separação.

Em 25 de março de 2014, foi lançado May Death Never Stop You: The Greatest Hits 2001–2013, um álbum de maiores sucessos contendo material que abrange toda a sua carreira, bem como algumas músicas anteriormente não lançadas.
"No dia 25 de março, estaremos lançando um álbum de maiores sucessos intitulado May Death Never Stop You. O título é apropriado, porque, por mais triste que tenha sido dizer adeus à banda, vemos esta coleção como uma celebração de nossas melhores músicas, e esperamos que a memória delas continue trazendo alegria a todos vocês, assim como trouxeram para nós. O álbum também inclui algumas músicas anteriormente não lançadas, incluindo os famosos Attic Demos, e uma das últimas músicas em que trabalhamos juntos no estúdio."
| Críticas profissionais | Críticas profissionais |
| Pontuações agregadas   | Pontuações agregadas   |
| Fonte                  | Avaliação              |
| ---------------------- | ---------------------- |
| Metacritic             | 79/100                 |
| Avaliações da crítica  |                        |
| Fonte                  | Avaliação              |
| AllMusic               | [ 8 ]                  |
| Drowned in Sound       | 7/10                   |
| PopMatters             | [ 10 ]                 |

Em 29 de novembro de 2013, Gerard postou uma foto da capa do álbum em sua conta no Twitter. Na mesma plataforma e data, ele subsequentemente respondeu a uma pergunta de um fã sobre a representação da capa e mencionou que a estátua representada é uma composição de todos os rostos dos membros de My Chemical Romance. Além disso, a estátua apresenta muitas referências à história, incluindo buracos de bala que lembram I Brought You My Bullets, You Brought Me Your Love e o uniforme de jaqueta referente a The Black Parade.

## Lançamento
May Death Never Stop You foi lançado em 25 de março de 2014. Pré-vendas ficaram disponíveis através do site oficial do My Chemical Romance em 21 de janeiro de 2014. A faixa inédita "Fake Your Death" foi estreada na BBC Radio 1 em 17 de fevereiro de 2014 e então disponibilizada digitalmente via iTunes imediatamente após.

## Lista de faixas
| N.º            | Título                                                     | Originalmente de                                     | Duração |  |
| 1.             | "Fake Your Death"                                          | Anteriormente não lançada                            | 3:21    |  |
| 2.             | "Honey, This Mirror Isn't Big Enough for the Two of Us"    | I Brought You My Bullets, You Brought Me Your Love   | 3:53    |  |
| 3.             | "Vampires Will Never Hurt You"                             | I Brought You My Bullets, You Brought Me Your Love   | 5:26    |  |
| 4.             | "Helena"                                                   | Three Cheers for Sweet Revenge                       | 3:26    |  |
| 5.             | "You Know What They Do to Guys Like Us in Prison"          | Three Cheers for Sweet Revenge                       | 2:55    |  |
| 6.             | "I'm Not Okay (I Promise)"                                 | Three Cheers for Sweet Revenge                       | 3:08    |  |
| 7.             | "The Ghost of You" (versão do outro estendido)             | Three Cheers for Sweet Revenge                       | 3:57    |  |
| 8.             | "Welcome to the Black Parade"                              | The Black Parade                                     | 5:14    |  |
| 9.             | "Cancer"                                                   | The Black Parade                                     | 2:25    |  |
| 10.            | "Mama"                                                     | The Black Parade                                     | 4:39    |  |
| 11.            | "Teenagers"                                                | The Black Parade                                     | 2:42    |  |
| 12.            | "Famous Last Words"                                        | The Black Parade                                     | 5:00    |  |
| 13.            | "Na Na Na (Na Na Na Na Na Na Na Na Na)" (versão do single) | Danger Days: The True Lives of the Fabulous Killjoys | 3:26    |  |
| 14.            | "Sing"                                                     | Danger Days: The True Lives of the Fabulous Killjoys | 4:31    |  |
| 15.            | "Planetary (Go!)"                                          | Danger Days: The True Lives of the Fabulous Killjoys | 4:07    |  |
| 16.            | "The Kids from Yesterday"                                  | Danger Days: The True Lives of the Fabulous Killjoys | 5:26    |  |
| 17.            | "Skylines and Turnstiles" (versão demo)                    | Anteriormente não lançada                            | 3:30    |  |
| 18.            | "Knives/Sorrow" (versão demo de "Our Lady of Sorrows")     | Anteriormente não lançada                            | 2:14    |  |
| 19.            | "Cubicles" (versão demo)                                   | Anteriormente não lançada                            | 4:00    |  |
| Duração total: | Duração total:                                             | Duração total:                                       | 73:20   |  |

| DVD de gravação por trás das câmeras | |         |  |
| N.º                                  | Título                                                                                               | Duração |  |
| 1.                                   | "I'm Not Okay (I Promise)" (versão)                                                                  | 1:48    |  |
| 2.                                   | "I'm Not Okay (I Promise)" (versão 2)                                                                | 7:43    |  |
| 3.                                   | "Helena"                                                                                             | 23:06   |  |
| 4.                                   | "The Ghost of You"                                                                                   | 4:26    |  |
| 5.                                   | "Welcome to the Black Parade"                                                                        | 24:20   |  |
| 6.                                   | "Famous Last Words"                                                                                  | 11:30   |  |
| 7.                                   | "I Don't Love You"                                                                                   | 14:54   |  |
| 8.                                   | "Teenagers"                                                                                          | 6:07    |  |
| 9.                                   | "Blood" (Anteriormente não lançada)                                                                  | 1:30    |  |
| 10.                                  | "Na Na Na (Na Na Na Na Na Na Na Na Na)" / "Art Is the Weapon" (Introdução anteriormente não lançada) | 9:34    |  |
| 11.                                  | "Sing"                                                                                               | 4:37    |  |
| 12.                                  | "Planetary (Go!)"                                                                                    | 16:55   |  |

## Ficha técnica
Membros da banda
- Bob Bryar - bateria, percussão (nas faixas 8–12)
- James Dewees - teclados (na faixa 1)
- Frank Iero - guitarras, vocais de apoio (nas faixas 1–2, 4–16)
- Matt Pelissier - bateria, percussão (nas faixas 2–7, 17–19)
- Ray Toro - guitarras, vocais de apoio; baixo (na faixa 9)
- Gerard Way - vocal principal
- Mikey Way - baixo

Músicos adicionais
- Jarrod Alexander - bateria, percussão (na faixa 1)
- John Miceli - bateria, percussão (nas faixas 13–16)
- Rob Cavallo - piano acústico (nas faixas 8–12)
- Howard Benson - Hammond B3 de 1958 (nas faixas 4–7)
- Jamie Muhoberac - teclados (nas faixas 8–16); órgão B3, sintetizadores, Wurlitzer (nas faixas 8–12)
- Bert McCracken - vocais adicionais (na faixa 5)
- Renat - vocais adicionais (na faixa 7) Liza Minnelli - vocais adicionais (na faixa 10)

Produção
- Ted Jensen em Sterling Sound, NYC - masterização